# Douriez
Douriez is een gemeente in het Franse departement Pas-de-Calais (regio Hauts-de-France) en telt 279 inwoners (2004). De plaats maakt deel uit van het arrondissement Montreuil.

## Geografie
De oppervlakte van Douriez bedraagt 8,8 km², de bevolkingsdichtheid is 31,7 inwoners per km².
De onderstaande kaart toont de ligging van Douriez met de belangrijkste infrastructuur en aangrenzende gemeenten.

## Demografie
Onderstaande figuur toont het verloop van het inwonertal (bron: INSEE-tellingen).